# Douneika
Douneika  este un oraș în Grecia în prefectura Elida.